# Hans Fontaine
Hans Fontaine, nemški general in vojaški veterinar, * 7. april 1880, † 27. november 1958.